# Temporada do Club Alianza Lima de 2020
O Club Alianza Lima em 2020, participou de duas competições: Campeonato Peruano e Copa Libertadores.

## Elenco
| N.°        | Nome               | País     |
| Goleiros   | Goleiros           | Goleiros |
| ---------- | ------------------ | -------- |
| 1          | Leao Butrón        |          |
| 24         | Steven Rivadeneyra |          |
| 32         | Franco Saravia     |          |
| Defensores |                    |          |
| 3          | Rubert Quijada     |          |
| 55         | Francisco Duclós   |          |
| 26         | Joao Montoya       |          |
| 13         | Carlos Beltrán     |          |
| 5          | Alberto Rodríguez  |          |
| 4          | Anthony Rosell     |          |
| 2          | Aldair Salazar     |          |
| 30         | Kluiverth Aguilar  |          |
| Meias      |                    |          |
| 10         | Joazhiño Arroé     |          |
| 28         | Miguel Cornejo     |          |
| 18         | Rinaldo Cruzado    |          |
| 7          | Jeremi Escate      |          |
| 6          | Carlos Ascues      |          |
| 21         | Josepmir Ballón    |          |
| 20         | Aldair Fuentes     |          |
| Atacantes  |                    |          |
| 25         | Oslimg Mora        |          |
| 12         | Alexi Gómez        |          |
| 16         | Gonzalo Sánchez    |          |
| 11         | Beto da Silva      |          |
| 9          | Patricio Rubio     |          |
| 17         | Cristian Zúñiga    |          |
| 7          | Jean Deza          |          |
| 9          | Adrián Balboa      |          |
| Treinador  |                    |          |
|            | Mario Salas        |          |

## Uniforme
| Primeiro | Segundo |

## Competições

### Campeonato Peruano

#### Fase 1
| Classificação | Classificação | Classificação | Classificação | Classificação | Classificação | Classificação | Classificação | Classificação | Classificação |
| Pos           | Time          | PG            | J             | V             | E             | D             | GP            | GS            | SG            |
| ------------- | ------------- | ------------- | ------------- | ------------- | ------------- | ------------- | ------------- | ------------- | ------------- |
| 12            | Alianza Lima  | 22            | 19            | 5             | 7             | 7             | 19            | 20            | -1            |

#### Fase 2
| Classificação - Grupo B | Classificação - Grupo B | Classificação - Grupo B | Classificação - Grupo B | Classificação - Grupo B | Classificação - Grupo B | Classificação - Grupo B | Classificação - Grupo B | Classificação - Grupo B | Classificação - Grupo B |
| Pos                     | Time                    | PG                      | J                       | V                       | E                       | D                       | GP                      | GS                      | SG                      |
| ----------------------- | ----------------------- | ----------------------- | ----------------------- | ----------------------- | ----------------------- | ----------------------- | ----------------------- | ----------------------- | ----------------------- |
| 10                      | Alianza Lima            | 4                       | 9                       | 1                       | 1                       | 7                       | 9                       | 16                      | -7                      |

#### Tabla Acumulada
O clube terminou na 18ª colocação, o que significou o rebaixamento para a segunda divisão. Mas no dia 17 de março de 2021 o TAS determinou tirar 2 pontos do Clube Carlos Stein e assim o Alianza Lima se manteve na categoria.
| Classificação | Classificação | Classificação | Classificação | Classificação | Classificação | Classificação | Classificação | Classificação | Classificação |
| Pos           | Time          | PG            | J             | V             | E             | D             | GP            | GS            | SG            |
| ------------- | ------------- | ------------- | ------------- | ------------- | ------------- | ------------- | ------------- | ------------- | ------------- |
| 18            | Alianza Lima  | 26            | 28            | 6             | 8             | 14            | 28            | 36            | -8            |

### Copa Libertadores
| Classificação - Grupo F | Classificação - Grupo F | Classificação - Grupo F | Classificação - Grupo F | Classificação - Grupo F | Classificação - Grupo F | Classificação - Grupo F | Classificação - Grupo F | Classificação - Grupo F | Classificação - Grupo F |
| Pos                     | Time                    | PG                      | J                       | V                       | E                       | D                       | GP                      | GS                      | SG                      |
| ----------------------- | ----------------------- | ----------------------- | ----------------------- | ----------------------- | ----------------------- | ----------------------- | ----------------------- | ----------------------- | ----------------------- |
| 4                       | Alianza Lima            | 26                      | 1                       | 0                       | 1                       | 5                       | 4                       | 11                      | -7                      |

| 5 de março    | Alianza Lima | 0 – 1     | Nacional     | Lima, Peru                                                     |  |
| 21:00 (UTC−5) | J. Rivas 48' | Relatório | Rodríguez 1' | Estádio: Estádio Alejandro Villanueva Árbitro: BRA Bruno Arleu |  |

| 12 de março   | Racing      | 1 – 0     | Alianza Lima | Avellaneda, Argentina                                 |  |
| 21:00 (UTC−3) | Reniero 56' | Relatório | {{{golos2}}} | Estádio: Estádio El Cilindro Árbitro: PAR José Méndez |  |

| 16 de setembro | Estudiantes de Mérida                          | 3 – 2     | Alianza Lima                | Mérida, Venezuela                                         |  |
| 18:15 (UTC−4)  | E. Rivas 64' · Mena 81' · J. Rivas 90+7' (pen) | Relatório | Gómez 51' (pen) · Arroe 54' | Estádio: Estádio Metropolitano Árbitro: COL Nicolás Gallo |  |

| 23 de setembro | Alianza Lima | 0 – 2     | Racing                 | Lima, Peru                            |  |
| 19:30 (UTC−5)  |              | Relatório | Banega 87' · Garré 90' | Estádio: Estádio Alejandro Villanueva |  |

| 30 de setembro | Alianza Lima           | 2 – 2     | Estudiantes de Mérida         | LIma, Peru                                                     |  |
| 19:30 (UTC−5)  | Arroe 3' · Rubio 90+5' | Relatório | J. Rivas 35' (pen), 67' (pen) | Estádio: Estádio Alejandro Villanueva Árbitro: BOL Gery Vargas |  |

| 21 de outubro | Nacional                  | 2 – 0     | Alianza Lima | Montevidéu, Uruguai                                            |  |
|               | Bergessio 8' · Trezza 31' | Relatório | {{{golos2}}} | Estádio: Estádio Gran Parque Central Árbitro: PAR Juan Benítez |  |